# Црна Гора на Зимским олимпијским играма 2014.
Црна Гора је на Зимским олимпијским играма 2014, у Сочију (Русија) учествовала по други пут као самостална држава. Делегацију Црне Горе претсатављало је двоје спортиста који су се такмичили у алпском скијању.
Црногорски олимпијски тим остао је у групи земаља које до данас нису освојиле ниједну медаљу на зимским играма.
Заставу Црне Горе на свечаном отварању Олимпијских игара 2014. носио је Тарик Хаџић.

## Учесници по спортовима
| Спорт          | Мушкарци | Жене | Укупно |
| -------------- | -------- | ---- | ------ |
| Алпско скијање | 1        | 1    | 2      |
| Укупно(1)      | 1        | 1    | 2      |

## Алпско скијање
Према коначној расподели квота објављеној 20. јануара 2014, Црна ГораМакедонија је имала двоје алских скијаша у квалификацијама.
| Такмичар        | Дисциплина   | 1. вожња | 1. вожња | 2. вожња | 2. вожња | Укупно  | Укупно    | Укупно       |
| Такмичар        | Дисциплина   | Време    | Пласман  | Време    | Пласман  | Време   | Заостатак | Плас./учес.  |
| --------------- | ------------ | -------- | -------- | -------- | -------- | ------- | --------- | ------------ |
| Тарик Хаџић     | М велеслалом | 1:36,55  | 71       | 1:35,84  | 60       | 3:12,39 | +27,10    | 62 / 72 (82) |
| Тарик Хаџић     | М слалом     | 1:00,95  | 71       | 1:06,99  | 36       | 2:07,94 | +26,10    | 36 /43 (115) |
| Ивана Булатовић | Ж слалом     | 1:07,49  | 54       | 1:05,31  | 44       | 2:12,80 | +28,26    | 44/49 (85)   |